# Dornstädter Altar

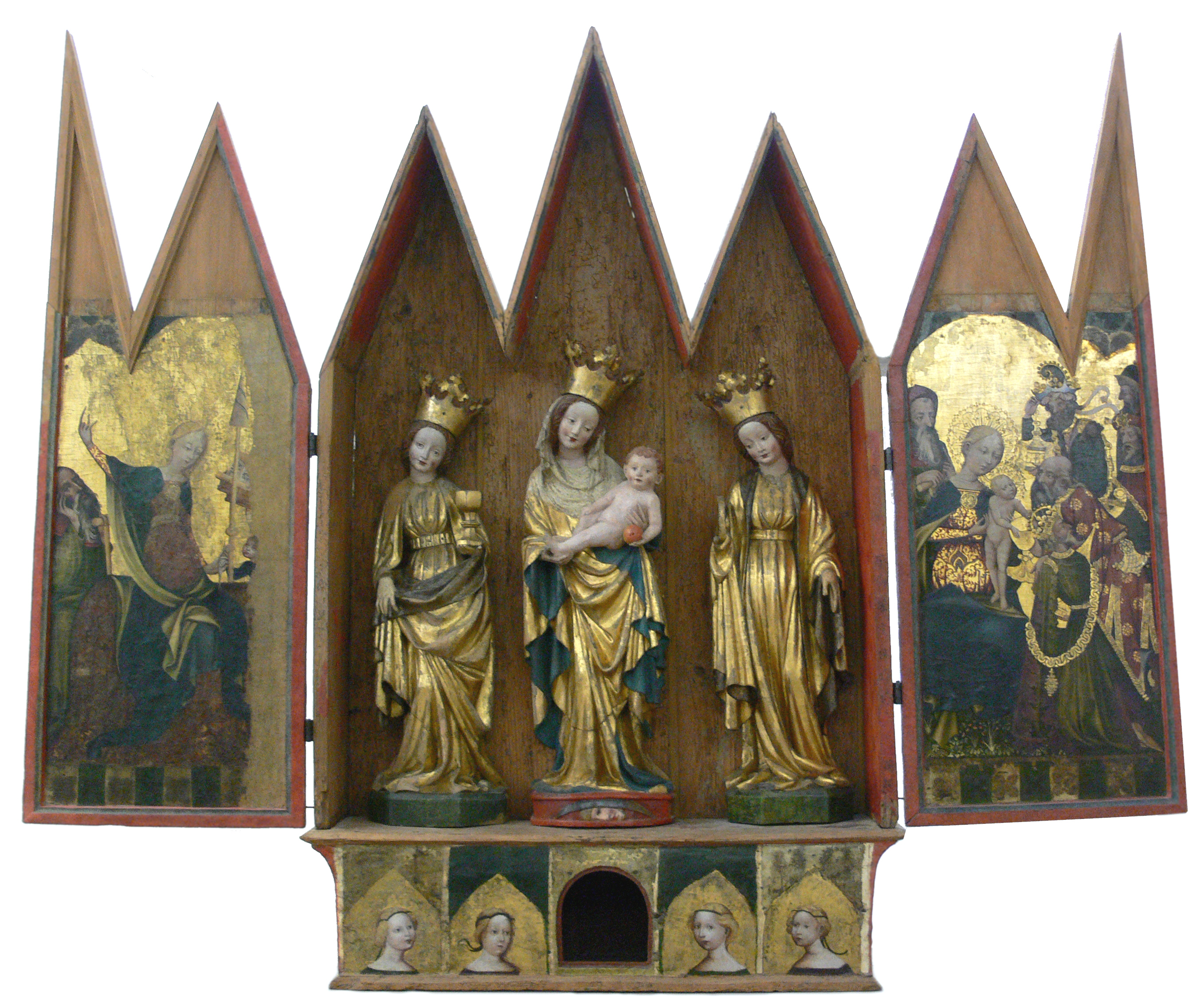
Dornstädter Altar von 1417

Der Dornstädter Altar ist ein Altaraufsatz (Retabel), der als Flügelaltar ausgeführt wurde. Er stammt aus dem Jahr 1417 und ist damit der älteste erhaltene Schnitzaltar Schwabens. Er wird der Ulmer Malerei und Bildhauerschule des 15. Jahrhunderts zugerechnet und befindet sich im Landesmuseum Württemberg in Stuttgart. 

## Beschreibung
Der Dornstädter Altar ist in Nadel- und Lindenholz gefertigt und als Flügelaltar ausgeführt. Die Fassung ist im Original erhalten. Der Flügelaltar hat eine Höhe von 168 cm, eine Tiefe von 24 cm und hat geöffnet eine Breite von 193,5 cm. Ohne Dreiecksgiebel hat der Schrein selbst eine Größe von 142 × 98 cm, während die Seitenflügel je 42 × 86 cm groß sind.
Im Schrein steht zentral die Muttergottes. Sie trägt das Jesuskind auf dem Arm. Die mittige Anordnung Marias unterstreicht ihre Bedeutung im göttlichen Heilsplan. Die Figur hat eine Höhe von 87 cm. Links von der Marienstatue steht die Hl. Barbara (Höhe 82 cm) und rechts die Hl. Katharina (Höhe 79 cm). Diese werden als Nothelfer angerufen und verehrt. Die Kronen sowie die goldenen Gewänder der drei Heiligenfiguren unterstreichen den im Paradies zu erwarteten Reichtum. Der Schrein wird so zum Fenster, um einen Blick ins göttliche Heil zu werfen.
Die Flügel des Altars sind bemalt. Der linke Flügel zeigt den sogenannten „Josefs Zweifel“. Josef erkennt die Schwangerschaft Marias, doch erst ein Engel kann seine Zweifel an ihrer jungfräulichen Empfängnis ausräumen (Matthäus 1, 18-25). Den rechten Flügel schmückt die Darstellung der Anbetung der Könige. Könige aus Europa, Afrika und Asien huldigen dem Jesuskind. Dieses Motiv verdeutlicht, dass Herrscher der ganzen damals bekannten Welt den neugeborenen Heiland ehren. Die Könige tragen Gewänder und königliche Zierketten gemäß der zeitgenössischen Mode, um das Geschehen in die Welt der Gläubigen zu transferieren und so glaubwürdiger zu erscheinen.
Spitze Dreiecksgiebel bilden den oberen Abschluss des Altars. Ihre Form ähnelt der Form von Reliquienschreinen und deute an, dass in jedem Altar auch eine Reliquie aufbewahrt wird. Die Reliquie wurde wahrscheinlich in einer Nische aufbewahrt, die sich in der Mitte des Fußes, zwischen je zwei gemalten Reliquienbüsten, befand.

## Künstler, Datierung und Standorte
Der Dornsädter Altar gilt als Beispiel für ein Werk der Ulmer Malerei und Bildhauerschule des 15. Jahrhunderts. Die Skulpturen werden Meister Hartmann () beziehungsweise einem unbekannten Meister seiner Werkstatt () zugeschrieben, der auch Meister des Dornstädter Altars genannt wird. Die Fassung sowie die Malerei stammen von einem anderen Ulmer Meister. Die ältere Literatur sah jedoch in der Madonnenfigur eher das „sensible Temperament“ ihres Urhebers und weist auf böhmische Einflüsse hin. Der Flügelaltar wurde um 1420 () hergestellt, eine andere Quelle gibt das Jahr 1417 () als Herstellungsdatum an. Der ursprüngliche Standort war vermutlich die Benediktinerabtei Kloster Elchingen. Später stand er in der Pfarrkirche St. Ulrich in Dornstadt. Seit 1916 befindet er sich im Landesmuseum Württemberg in Stuttgart wird dort heute im Rahmen der Dauerausstellung „Legendäre Meisterwerke“ gezeigt.